# 克雷达罗
克雷达罗（義大利語：Credaro），是意大利贝加莫省的一个市镇。总面积3.4平方公里，人口3356人，人口密度987.1人/平方公里（2009年）。国家统计（ISTAT）代码为016088。